# Глікстальський колоністський округ
47°13′45″ пн. ш. 29°24′45″ сх. д. / 47.22917° пн. ш. 29.41250° сх. д.

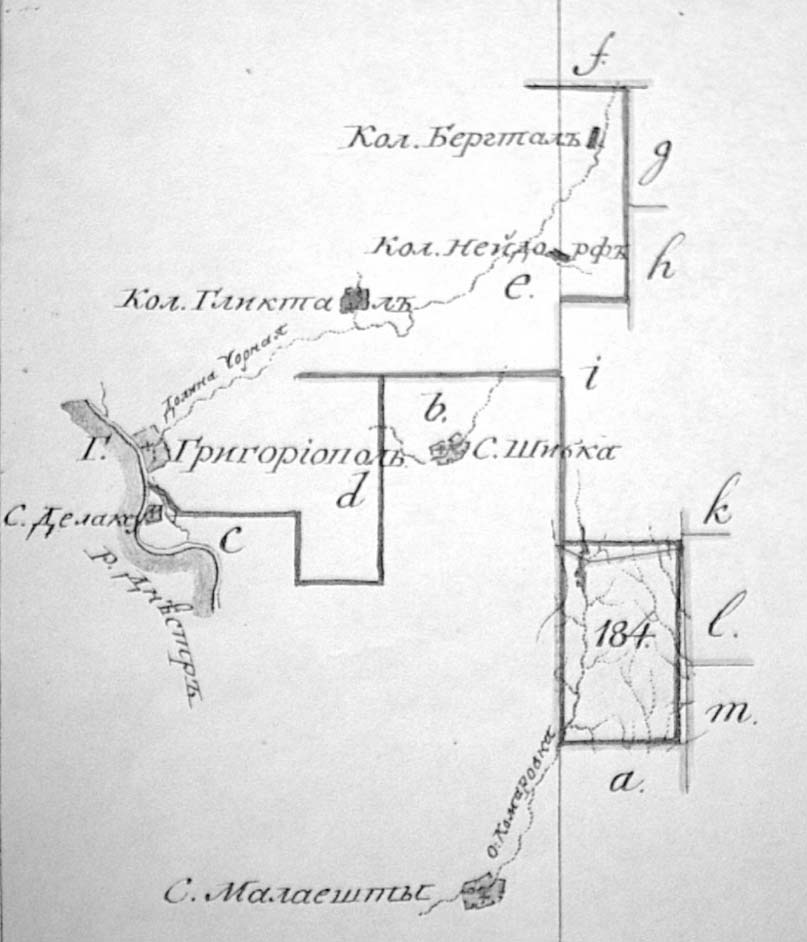
Глікстальський колоністський округ із землями для колонії Кассель (1809 р.)

Ґлікстальський колоністський округ включав у себе німецькі колонії на лівому березі річки Дністер на північ від Тирасполя. Заснований у 1805 році. Входив до складу Тираспольського повіту Херсонської губернії. Центром округу було село Ґліксталь. У 1871 році округ був ліквідований, і на його місці утворені Ґлікстальська та Касельська волості Одеського повіту.
Територія Ґлікстальського колоністського округу становила 24254 десятин (264 км²). В окрузі було 406 дворів і 427 безземельних сімейств (1857 рік). Працювали 35 млинів, 30 ткацьких верстатів, 3 церков і молитовних будинків, 5 шкіл (1841 рік).

## Села
До складу округу входили села:
| № | Назва     | Німецька назва | Сучасна назва   | Рік  |
| - | --------- | -------------- | --------------- | ---- |
| 1 | Берґдорф  | Bergdorf       | Колосове        | 1808 |
| 2 | Ґліксталь | Glükstal       | Глинне          | 1805 |
| 3 | Кассель   | Kassel         | Великокомарівка | 1810 |
| 4 | Нейдорф   | Neudorf        | Карманове       | 1809 |

## Населення
| № | Кількість | Рік  |
| - | --------- | ---- |
| 1 | 1375      | 1811 |
| 2 | 2880      | 1825 |
| 3 | 4385      | 1834 |
| 4 | 5256      | 1841 |
| 5 | 7999      | 1859 |